# Guayana brasiliana
La Guayana (o Guyana o Guiana) brasiliana (indicata in precedenza anche come Guiana portoghese) è una regione storica del Brasile, compresa fra il Rio Branco, il Rio delle Amazzoni e l'Oceano Atlantico. Il suo territorio includeva totalmente quello degli attuali stati di Amapá e Roraima e la parte settentrionale degli Stati di Pará e Amazonas, compresa la porzione di Scudo della Guiana presente in territorio brasiliano.
| Controllo di autorità | VIAF (EN) 5551151595779605470009 |